# Slovensko morje
Slovensko morje predstavlja približno tretjino površine celotnega Tržaškega zaliva. Leži v severnem delu tega zaliva. Slovensko morje sestavljata dva večja zaliva, Koprski (ki vsebuje mdr. Ankaranski zaliv, Simonov zaliv, Mesečev zaliv in Strunjanski zaliv) ter Piranski zaliv (s Portoroškim in Sečoveljskim zalivom)  Najbolj prometno obremenjen del slovenskega morja je Koprski zaliv, ki predstavlja pot v Luko Koper, edino slovensko tovorno pristanišče. Na severu in zahodu slovensko morje meji na Italijo (do kopnega pride meja v manjšem zalivu sv. Jerneja med Debelim in Tankim rtičem), na jugu pa na Hrvaško v Piranskem zalivu. 
Slovensko morje je pretežno plitvo. V Piranskem zalivu morje doseže globino do 20 metrov, medtem ko v Koprskem zalivu doseže do 28 metrov globine. 
Živali, ki prebivajo v slovenskem morju, vključujejo razne vrste rib, leščurji, rakovice, lignji, sipe, morske konjičke, meduze, morske želve, hobotnice, delfini ter občasno tudi morske psi, ki pa človeku niso nevarni. Le redko kdaj se zgodi, da zaide k obali tudi vrsta morskega psa, ki je človeku nevarna, saj se pretežno nahajajo na odprtem delu morja.
Velike pliskavke (znanstveno ime: Tursiops truncatus) so edina stalno prisotna vrsta delfinov v Slovenskem morju in širšem severnem Jadranu. Približno 150 teh delfinov stalno prebiva v Tržaškem zalivu oz. v Piranskem in v Koprskem zalivu, kjer jih preiskujejo in opazujejo prostovoljci društva Morigenos.
Morsko dno je pretežno peščeno, ob obali pa tudi kamnito in ponekod prekrito z morsko travo. V Slovenskem morju se nahaja tudi več ladijskih razbitin, od katerih je najbolj znana in obiskana razbitina italijanske oceanske linijske ladje SS Rex, ki se nahaja ob obali med Izolo in Koprom. 

## Zavarovani predeli
V Slovenskem morju so trije morska zavarovana območja:
- naravni spomenik Debeli rtič
- naravni spomenik Rt Madona v Piranu
- Naravni rezervat Strunjan

### Naravni spomenik Debeli rtič
Na skrajnem robu Debelega rtiča je ohranjena značilna obala Slovenske Istre - flišni klif. Tamkajšnje prepadne stene so visoke od 12 do 21 metrov in imajo različno geomorfološko in vegetacijsko podobo. V plitvem morju pod rtom je sklad podvodnega grebena, ki se izklinja proti zahodu in nakazuje smer umikanja rta zaradi erozijskega delovanja valov. Morsko dno je življenski prostor številnih morskih organizmov, med njimi velikega leščurja, morskega datlja, morskega pajka in drugih predstavnikov morske flore.

### Naravni spomenik Rt Madona
Naravni spomenik Rt Madona je znan po izredno pestrih podvodnih rastlinskih in živalskih vrstah. Zaradi svoje lege pri Piranu je eden najizrazitejših, najdostopnejših in tudi dokaj ogroženih delov Slovenskega morja. Skalnato morsko dno se pod vodno gladino tam spušča v rahlem naklonu do globine osmih ali devetih metrov, vse do pregiba s strmim skokom, ki sega vse do sedimentnega dna. Na tem stopničastem bregu imajo varna zatočišča številni morski organizmi, med zaščitenimi vrstami so kamene korale, morske vrane, jastogi in spužve možganjače.

### Naravni rezervat Strunjan
Naravni rezervat Strunjan obsega severno obalo Strunjanskega polotoka ter pripadajoči 200 metrski pas obalnega morja. Največji sklenjen del obale je v dolžini 3,8 km zavarovan kot Naravni rezervat, predstavlja pa 10 % celotne obale Slovenskega morja.
V naravnem rezervatu so najvišji flišni klifi na Jadranu, visoki do 80 m, ki jih erozija morja, vetrov in dežja  neprestano oblikuje in spreminja.
Na prepadnih stenah klifov so izjemni geološki in geomorfološki pojavi - plasti laporja in peščenjaka, spodmoli in prelomi. Erozijske grape in zgornji rob klifa preraščajo ruj, mali jesen, žuka in trstikovec (kanela). Morsko dno je tam sprva skalnato, zatem pa muljasto. Posebej zanimiva sta Zaliv sv. Križa (Mesečev zaliv), kjer so podvodni travniki z leščurji, ter morsko dno pred rtom Ronek, z združbami številnih vrst rjave alge cistozire.

## Najglobja točka Slovenskega morja
Najgloblja točka slovenskega morja se nahaja 300 m severozahodno od rta Madona v Piranu in se nahaja 38 m pod morsko globino. 
Na dnu te točke se nahaja betonska piramida, na kateri je na glavo vrisan slovenski grb, nad njim pa tablica, z napisom: »Najgloblja točka slovenskega morja 38,4 m.« Ta piramida je označena z bojo, ki sega do morske gladine.